# 黒川茂
黒川 茂（くろかわ しげる、1951年9月1日 - ）は、日本のシステムエンジニア、実業家。生え抜きとしては初となる日本ユニシス代表取締役社長を務めた。

## 来歴
東京都生まれ。東京都立国立高等学校を経て、1974年東京教育大学理学部数学科卒業。もともとは教員志望だったが、電子計算機の講義を受講したのをきっかけに、コンピュータの時代の到来を予感し、大学卒業後は、日本ユニバック（のちの日本ユニシス）に入社。金融部門のシステムエンジニアとなり、客先常駐等を経て、2003年金融第一事業部システム統括部システム二部長。2008年執行役員兼SW&サービス本部長。2009年執行役員兼経営企画部長。2010年常務執行役員兼システム統括部門長兼USOLホールディングス代表取締役社長。2011年金融事業部門長、金融企画部長兼務。2011年から生え抜きとしては初となる日本ユニシス代表取締役社長を務めた。